# Koma (filme)
Koma (em russo:  Кома, transl. Koma; bra: Coma - A Dimensão do Futuro) é um filme russo de 2020, dos gêneros ficção científica e ação, dirigido por Nikita Argunov. Foi lançado em 30 de janeiro de 2020 pela Central Partnership.

## Elenco
- Rinal Mukhametov [ru] como Viktor / O Arquiteto
- Lyubov Aksyonova [ru] como "Mosca"
- Anton Pampushnyy como "Fantasma"
- Miloš Biković [ru] como "Astrônomo"
- Konstantin Lavronenko [ru] como Yan
- Polina Kuzminskaya [ru] como "Espírito"
- Rostislav Gulbis como "Gnomo"
- Vilen Babichev como "Tanque"
- Leonid Timtsunik como "Kabel"